# Inka-shōmei
Inka-shōmei (jap. 印可証明) – w buddyzmie zen formalne potwierdzenie ukończenia przez danego ucznia treningu, dawane uczniowi przez nauczyciela. 
W szkołach zen, które używają kōanów, inka może być dane każdemu, kto opanuje je wszystkie. Inni mistrzowie wymagają osiągnięcia satori. Student, który uzyskał inka-shōmei ma prawo nauczać zen. Może on pozostać z nauczycielem lub odejść, aby założyć własny klasztor, czy ośrodek medytacyjny zen.